# Margo Harkin
Margo Harkin (nascuda l'octubre de 1951 a Derry) és una cineasta irlandesa. Més conegut pel drama Hush-a-Bye Baby i el documental Bloody Sunday: A Derry Diary, Harkin va produir el documental de surf Waveriders el 2008.

## Biografia
Margo Harkin va néixer a Derry el 1951, membre d'una família de setze fills. Va estudiar al Convent de Loreto, Coleraine i a l'Ulster College of Art & Design, Belfast, i es va graduar el 1974 amb una llicenciatura en Belles Arts. Després de 3 anys com a professora d'art a una escola integral de Christian Brothers a Creggan, va treballar com a tutora d'art i directora adjunta del Taller de Joves i Comunitat de Derry per a joves aturats. El 1980 es va unir a la Field Day Theatre Company fundada per Brian Friel i Stephen Rea i es va formar com a escenògraf amb Percy Harris i Hayden Griffin al Motley Theatre Design Course a Londres. Va dissenyar les produccions Field Day de 'The Communication Cord' (1982) de Brian Friel i 'Boesman and Lena' (1983) d'Athol Fugard. El 1984 va cofundar Derry Film and Video Workshop, sota el programa de tallers franquíciats de Channel 4.

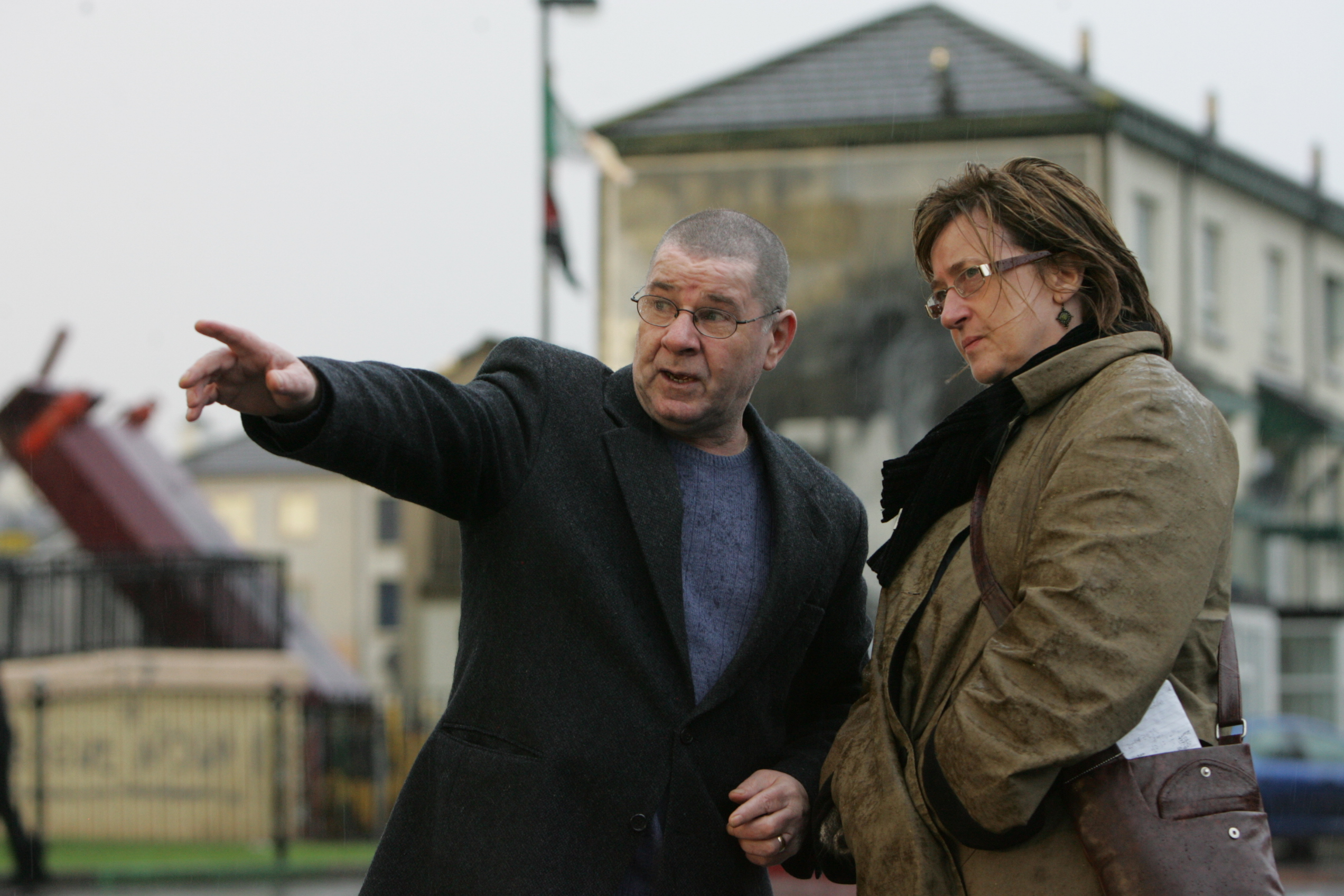
Margo Harkin i James Nash mentre filmaven Bloody Sunday: A Derry Diary.

Després de produir el documental prohibit Mother Ireland el 1988, Harkin va coescriure i dirigir el seu primer drama, Hush-a-Bye Baby (1990), que va guanyar el premi al "Millor Drama" al Festival Internacional de Cinema Cèltic. el primer de diversos premis internacionals, inclòs el premi del jurat ecumènic al Festival de Cinema de Locarno de 1990. La pel·lícula va ser seleccionada com a entrada irlandesa per a la pel·lícula europea jove de l'any 1990. Un drama innovador centrat en l'embaràs d'adolescents a Irlanda del Nord, la seva banda sonora va ser escrita per la cantant Sinéad O'Connor, que també va fer un cameo a la pel·lícula. El 1992 Harkin va fundar Besom Productions Ltd., produint una varietat de gèneres, des de programes educatius de televisió fins a drama, però és més coneguda com a cronista dels períodes clau del conflicte a Irlanda del Nord.
El seu documental The Hunger Strike, en coproducció amb Joel Conroy d'Inis Films, es va fer per al 25è aniversari de la vaga de fam irlandesa de 1981 i va rebre xifres rècords de visualització quan es va emetre a la BBC d'Irlanda del Nord. Durant un període de dotze anys del 1998 al 2010, Harkin va filmar Bloody Sunday-A Derry Diary, un documental profundament personal després del Tribunal d'Investigació sobre Diumenge Sagnant des de la perspectiva de la gent local profundament afectada pels esdeveniments originals, a més d'abordar les experiències de Harkin durant el Bloody Sunday. Tot i que un tall inicial de la pel·lícula es va projectar a ZDF, Arte i RTÉ el 2007, Harkin la va considerar un "treball en curs" i va tornar per completar la pel·lícula quan l'Informe de l'Enquesta Saville es va publicar el 15 de juny de 2010. El tall final es va emetre a RTÉ el 24 de juny de 2010. En un canvi de direcció, Harkin va produir el documental Waveriders (2008) dirigit per Joel Conroy en coproducció amb Inis Films, sobre el surf a Irlanda. En la seva estrena al Festival de Cinema de Dublín l'any 2008 va guanyar el Premi del Públic i més tard el Premi George Morrison de l'IFTA al millor documental irlandès. Filmada íntegrament en una pel·lícula de 16 mm, va tenir un èxit en cinemes a Irlanda/Regne Unit el 2009 i actualment es distribueix a tot el món.

## Filmografia
- Hush-a-Bye Baby (1989)
- The Bloody Sunday Murders (1991)
- NYPD Nude (1995)
- Songs & Sounds by Leaps & Bounds (també productor; 1996)
- Down to Earth (1997)
- 12 Days in July (també productor; 1997)
- Clear the Stage (1998)
- A Plague on Both Your Houses (també productor; 1999)
- Looking for Lundy (també productor; 2000)
- Young@Heart (també productor; 2001)
- You Looking at Me? (també productor; 2003)
- Ocras (Also Co-Producer; 2006)
- The Hunger Strike (Also Co-Producer; 2006)
- Bloody Sunday: A Derry Diary (també productor; 1986 – versió revisada, 2007 – segona versió 2010 – versió final)

### Productor
- Mother Ireland (1988)
- Fatal Extraction (1998)
- At the Cutting Edge (2001)
- Coola Boola (2001)
- The Last Storyteller? (2002)
- Seeking Filipino Bride (2003)
- Unfaithful (2004)
- A Dog's Life (2004)
- Rua (2007)
- Waveriders (2008)
- Paradiso (2009)
- For Queen and Country (2010)
- Grey FM (2010)
- Sisters of the Lodge (2011)